# عباس قاسمی
عباس قاسمی (زاده ۲۳ اکتبر ۱۹۸۲) یک بازیکن فوتبال اهل ایران است.
وی همچنین در تیم ملی فوتبال ایران بازی کرده است.